# 三扇工業
三扇工業株式会社（みつおおぎこうぎょう）は、福岡県北九州市小倉北区に本社を置く企業である。

## 概要
鉄道車両に関連する各種部品の製造・メンテナンスを行っている。
2005年（平成17年）には電気事業部が平成17年度全国「車両と機械」研究発表会で論文を発表し「継電器接点保護装置の開発による故障防止対策について」が「論文の部 奨励賞」を受賞した。

## 主要取引先
- JR各社
- 川崎重工業車両カンパニー
- JR九州エンジニアリング
- JR九州商事
- ジェイアール東海商事
- ジェイアール西日本商事
- JR西日本新幹線テクノス
- JR西日本テクノス
- JR東日本商事
- 日立交通テクノロジー
- 日立製作所笠戸事業所

## 事業所
- 本社 - 福岡県北九州市小倉北区
- 工場 - 福岡県筑紫野市